# ديفيد جوستين (مقاتل)
ديفيد جوستين (بالإنجليزية: David Heath) هو فنان قتال مختلط أمريكي، ولد في 10 فبراير 1976 في نواتا في الولايات المتحدة.

## وصلات خارجية
- ديفيد جوستين على موقع يو إف سي (الإنجليزية)
- ديفيد جوستين على موقع شيردوغ (الإنجليزية)
- ديفيد جوستين على موقع IMDb (الإنجليزية)
- ديفيد جوستين على موقع قاعدة بيانات الفيلم (الإنجليزية)